# 華萊士氏矛麗魚
華萊士氏矛麗魚為輻鰭魚綱鱸形目隆頭魚亞目慈鯛科的其中一種，分布於南美洲蓋亞那埃塞奎博河中游流域，體長可達8.5公分，棲息在溪流中底層水域，生活習性不明。

## 擴展閱讀
維基物種上的相關：華萊士氏矛麗魚